# Elisa antes del fin del mundo
Elisa antes del fin del mundo es una película mexicana de drama social y crimen de 1997, producida por Roberto Gómez Bolaños, escrita por Paula Markovitch y dirigida por Juan Antonio de la Riva. La cinta fue nominada al premio Ariel el año de su lanzamiento.
La película relata los problemas sociales y familiares desde el punto de vista de una niña, durante el México de los años noventa, sumido en una crisis económica atribuida al "Error de diciembre".

## Sinopsis
Elisa es una niña de 10 años con una vívida imaginación que interpreta las cosas a su manera y que toma una decisión capaz de meter en problemas graves a su familia. El padre de Elisa se ha quedado sin trabajo y su madre tiene una necesidad imperiosa de mantener su apariencia de clase social alta. La niña, a pesar de su corta edad, comprende que las apariencias y el matrimonio de sus padres se tambalean y quiere ayudar como sea. Es por esto que empieza a coleccionar cucarachas, para que, en caso de que se acerque el final del mundo, su familia pueda alimentarse. La niña hace amistad con Miguel, a pesar de que los padres de este, más adinerados, no ven con buen ojo la relación, y ambos conocen a Paco, un chico punk del barrio que los obliga a robar pollos para él. Más tarde, el muchacho les da una pistola y convence a los chicos para que cometan un robo mayor. Elisa está segura de que después de este golpe se acabarán los problemas de su familia.

## Reparto
- Sherlyn como Elisa[4]
- Imanol Landeta como Miguel
- Rubén Rojo Aura como Paco
- Susana Zabaleta como la Madre de Elisa
- Dino García
- Claudia Goytia
- Agustín Torrestorija
- Jorge Antolín
- Jorge Galván como Hombre en el supermercado
- Maya Zapata como la niña a cuidar